# Awetis Sultan-Sade
Awetis Sultan-Sade, geboren Awetis Mikaeljan, (russisch Аветис Султан-Заде, Geburtsname russisch Аветис Микаэлян; * 1889 in Maragha; †  16. Juni 1938) war ein iranisch-sowjetischer Ökonom und Revolutionär armenischer Herkunft.

## Leben
Sultan-Sade stammte aus einer armen armenischen Familie. Er besuchte die Schule in der Nähe von Jerewan und schloss sich dann der revolutionären Bewegung im Kaukasus an. 1909 wurde er Mitglied der Sozialdemokratischen Arbeiterpartei Russlands. Ab Herbst 1911 studierte er am Moskauer Handelsinstitut. Ende 1912 kehrte er als Parteiarbeiter in den Iran zurück.
Nach der Oktoberrevolution wurde Sultan-Sade wie auch Haidar-Khan Amuogly von der Komintern nach Taschkent geschickt, wo er im Rat für internationale Propaganda im Osten arbeitete. Zusammen mit anderen Ratsmitgliedern wurde er in die Sozialistische Sowjetrepublik Gilan abgeordnet, wo er mit anderen die Kommunistische Partei des Iran gründete und Mitglied ihres Zentralkomitees wurde. Er leitete den linken Flügel der Partei, der die sofortige Durchführung der Landreform forderte und gegen die Zusammenarbeit mit Mirza Kutschak Khan war. Gleichzeitig war Sultan-Sade 1920–1923 Mitglied des iranischen Exekutivkomitees des Komintern. 1925 wurde er Chefredakteur der Zeitschrift Ökonomischer Aufbau. Bis 1927 beteiligte er sich an der Arbeit des sowjetischen Bankensystems. Er verfasste Untersuchungsberichte über den Iran.
1935 wurde Sultan-Sade aus allen seinen Ämtern entfernt. Während des Großen Terrors wurde er am 17. Januar 1938 verhaftet. Am 16. Juni 1938 wurde er vom  Obersten Gericht der UdSSR wegen Spionage zum Tode verurteilt und sofort erschossen. Das Oberste Gericht der UdSSR rehabilitierte ihn am 9. Juni 1956.
Sultan-Sades Sohn war der Bildhauer Leonid Lwowitsch Berlin.